# 정영주 (1952년)
정영주(1952년~ )는 대한민국의 시인이다. 서울에서 태어나, 강원도 춘천, 묵호에서 성장했다.

## 약력
1999년 대한매일신문 신춘문예에 시 〈어달리의 새벽〉이 당선되어 문단에 나왔다.
광주대학교 산업디자인학과와 대학원 문예창작과를 졸업했으며, 단국대학교 대학원 문예창작학과 박사과정을 수료했다. 광주·전남 민족문학작가회의 문학아카데미를 수료했으며, 〈사래시〉 동인이다.
《시와 시론》 신인상을 받았다.

## 저서

### 시집
- 《아버지의 도시》(실천문학사, 2003)
- 《말향고래》(실천문학사, 2007)
- 《달에서 지구를 보듯》(천년의시작, 2013)
- 《바당 봉봉》(시와 에세이, 2018)